# Bucelas (Weinbaugebiet)

DOC Bucelas

Bucelas ist eine DOC (Denominação de Origem Controlada, seit 2011 DOP Denominação de Origem Protegida) in der historischen Provinz Estremadura in Portugal. Das kleine, hügelige, nordnordöstlich von Lissabon und etwas nördlich der Provinzstadt Loures liegende Appellationsgebiet wurde 1911 eingerichtet. Der namensgebende Ort, die Freguesia Bucelas, in der jährlich im Spätherbst ein mehrtägiges Weinfest stattfindet, befindet sich etwa in der Mitte des Weinbaugebietes. Auch Bucelas wurde vom allgemeinen Niedergang der Weinbaugebiete im Großraum Lissabons betroffen, doch sind die Verluste an Rebfläche in diesem Gebiet nicht so gravierend wie etwa in Carcavelos oder in Colares. Heute stehen noch etwa 200 Hektar unter Reben.
Bucelas ist ein Weißweingebiet. Einziger DOC/DOP-Wein ist ein trockener, frischer, mineralischer Weißwein, der sortenrein aus der Arinto gekeltert wird. Daneben werden in neuerer Zeit von einigen Kellereien auch Schaumweine in der traditionellen Gärmethode hergestellt, die, falls sie reinsortig aus der Arinto bestehen, ebenfalls das DOC/DOP-Siegel tragen. Die zum Teil bemerkenswerten Rotweine des Gebietes, meist Cuvées mit der Touriga Nacional als Trägersorte werden unter dem Regionallabel Vinho regional Lisboa beziehungsweise unter den Nachfolgebezeichnungen IGP (Indicação Geográfica Protegida) oder IG (Indicação Geográfica) vermarktet.
Der Wein aus Bucelas galt lange Zeit als der beste Weißwein Portugals und zählt auch heute noch zu den Spitzenprodukten des Landes. Ein Wein aus dieser Region wird von Shakespeare im Drama Heinrich VI als Charneco (=ein Weiler innerhalb des Gebietes) genannt; möglich ist auch, dass die als Osey oder Oseye in England des späten Mittelalters bekannten und stark nachgefragten Weine aus dieser Region stammten. Später begründete Arthur Wellesley, 1. Duke of Wellington den Ruf des Weines in England. Diese Weine dürften jedoch wenig mit den heute produzierten gemein haben; wahrscheinlich waren es, dem Geschmack der Zeit entsprechend, Fortifizierte Weine. Auch die Bezeichnung Portuguese Hock war in England für diesen Wein gebräuchlich. Auch die so bezeichneten Weine dürften geschmacklich nicht mit einem modernen Bucelas DOC vergleichbar sein.
In den 1980er Jahren bestand nur mehr eine Kellerei, in der die Weine des Gebietes gekeltert wurden, heute sind es wieder einige, die Qualitätswein aus Bucelas herstellen.

## Boden und Klima

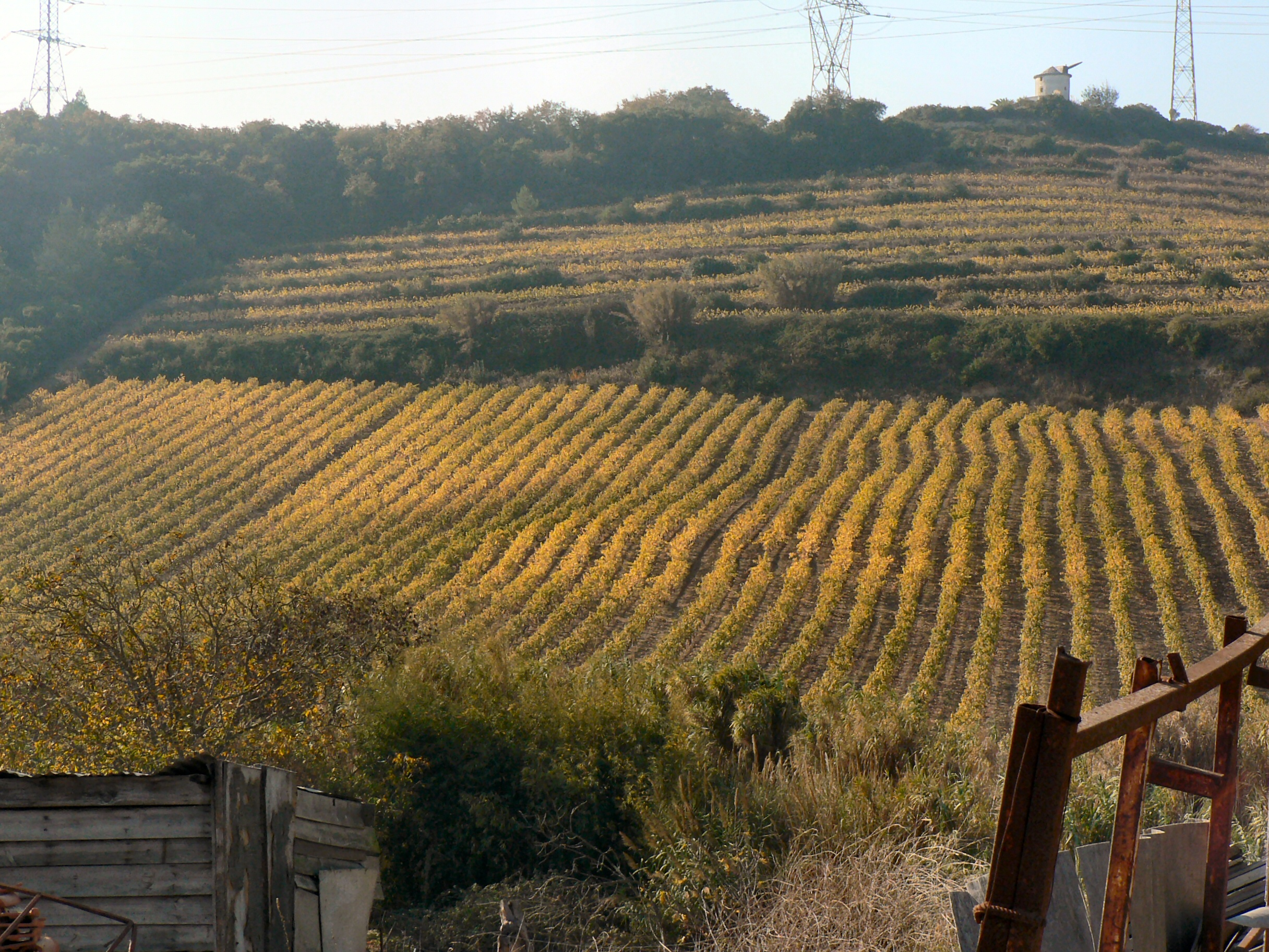
Rieden in der DOC Bucelas

Das Gebiet der Appellation ist hügelig mit Erhebungen bis über 300 Metern. Das nicht kultivierte oder bebaute Land ist von Macchie bedeckt, deren Leitstrauch hier vor allem die Myrte ist. Der Boden besteht aus Kalkmergel und kristallinem Kalkstein, die Humusschicht ist dünn. Das Klima ist zwar atlantisch geprägt, doch ist dieser Einfluss in Bucelas weniger stark ausgeprägt als etwa in Colares. Die Sommer sind heiß und trocken, morgendliche Nebel, die vom nahen Tejoästuar und vom Tejo selbst aufsteigen, bringen jedoch etwas Feuchtigkeit, sodass in den meisten Rieden keine Tropfbewässerung notwendig ist. Hitzetage mit mehr als 30 Grad Celsius sind selten. Die Nächte kühlen auch während des Sommers erheblich ab. Im Spätherbst und Winter fallen ausreichend Niederschläge. Die Rieden liegen in süd- oder südwestexponierten Hanglagen, zum Teil auch in Steillagen; dadurch erhalten sie maximale Sonneneinstrahlung, profitieren von den ausgleichenden atlantischen Klimaeinflüssen und sind gegen die fallweise auftretenden kalten Nordwinde geschützt.

## Wein und Weincharakteristik
Mit dem höchsten portugiesischen Qualitätssiegel DOC bzw. seit 2011 DOP werden trockene Weißweine und Schaumweine Blanc de Blancs ausgezeichnet, die sortenrein oder zumindest zu 75 % aus der weißen Qualitätsrebe Arinto gekeltert wurden. Als Verschnittweine werden solche aus der Rabo de Ovelha und der Sercial verwendet. Zusätzliche Qualitätsbezeichnungen wie etwa Garrafeira (für den besten Wein einer Quinta), Superior, Super reserva oder Reserva velha sind erlaubt. Der maximale Hektarertrag von 70 Hektoliter wird in den meisten Rieden nicht erreicht. Der Alkoholgehalt der Weine ist oft vergleichsweise moderat, dabei sind sie für einen Weißwein dieser Breitengrade sehr säurereich. Sie müssen mindestens 10,5 Volumenprozent Alkohol und 4 g/Liter Säure enthalten. Die meisten Weine der höchsten Qualitätsstufe weisen 11,5–12,5, solche mit einem hohen Anteil an Spätlesetrauben auch über 13 Volumenprozent, bei 5–7 Gramm/Liter Gesamtsäure auf. Das Lesegut fermentiert kurz in der Schale, bevor es gepresst wird und in Fässern aus französischer Eiche langsam, bei maximal 15 °C gärt. Gärung und Reifung betragen mindestens 12 Monate.
Ein Qualitätswein aus dieser Appellation ist ein heller, oft einen leichten Grünton aufweisender, spritziger, mineralischer Wein, jung mit floralen- und Citrusaromen, etwas älter oft mit einem leichten Toastton und Aromen von exotischen Früchten, Haselnüssen und Trockenfrüchten. Ein DOP Bucelas sollte gut gekühlt mit etwa 10 bis 11 °C getrunken werden.

## Weblink
- Regulationen der DO Bucelas (portugiesisch, PDF)